# Nactus multicarinatus
Nactus multicarinatus — вид геконоподібних ящірок родини геконових (Gekkonidae). Мешкає в Океанії.

## Поширення і екологія
Nactus multicarinatus мешкають на більшості Соломонових островів, зокрема на острові Бугенвіль, на півночі і в центрі Вануату, а також за деякими свідченнями, на острові Акіакі в архіпелазі Туамоту, на острові Ротума у Фіджі та на Самоа. Nactus multicarinatus живуть у вологих тропічних лісах і в садах, під поваленими деревами і серед каміння.